# Расизм

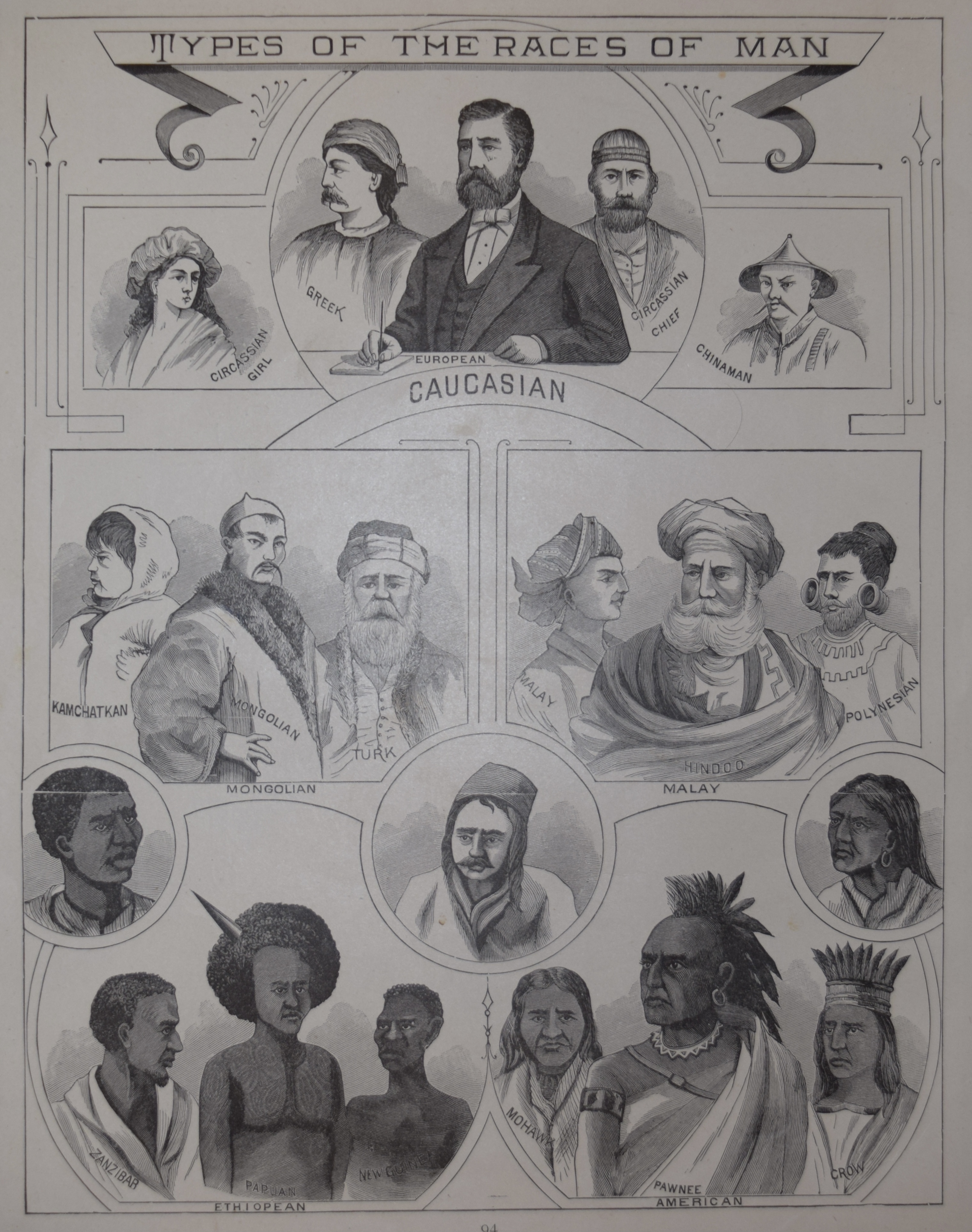
«Типы человеческих рас», расположенные согласно представлениям о «расовой иерархии». Новый семейный атлас мира Крэма, 1884

Раси́зм — убеждение, совокупность идеологических воззрений, идеологическая доктрина и политико-идеологическая практика, основанные на представлении, что человечество состоит из строго дифференцированных групп, называемых расами, этническими общностями и др., одни из которых врождённо превосходят другие. В крайних случаях расы или иные группы рассматриваются как принципиально отличные друг от друга «биологические виды» (полигенизм). В расизме расовые группы могут считаться иерархически соподчинёнными между собой («расовая иерархия»). Утверждается, что существует связь между унаследованными физическими чертами и чертами характера, интеллектом, моралью, культурой и расовые различия оказывают решающее влияние на историю и культуру. Распространена идея «расовой борьбы», борьбы между собой за существование различных рас, рассматриваемых как отдельные «биологические виды». Расовый миф призван оправдать и законсервировать сложившуюся социальную иерархию.
До Нового времени идеи расового превосходства не существовали. Идеология расизма начала развиваться в эпоху географических открытий европейцев, которые привели к колонизации европейцами стран, населённых другими народами. Европейцы в этот период обладали технологическим преимуществом, что стало рассматриваться как их естественно-природное превосходство, составило идейную основу политики колониализма и, в частности, стало идеологическим обоснованием рабства в Новое время. Политолог и историк Дирк Мозес писал о «расистском веке» (приблизительно 1850—1950), для которого было характерно господство не только расистской идеологии, но и прагматики перераспределения ресурсов по расовому или национальному признаку. Реальные масштабы угрозы расизма для цивилизованного существования человечества продемонстрированы в XX веке нацизмом.
Полигенизм, часто выступающий обоснованием расизма, не имеет научных подтверждений и противоречит в настоящее время наиболее признанной в науке теории африканского происхождения человека. Все современные люди принадлежат к одному виду — Homo sapiens. Исследования в различных областях науки показали, что не существует «высших» и «низших», «примитивных» и «прогрессивных» рас. В результате генетических исследований конца XX — начала XXI веков многие учёные пришли к выводу о невозможности генетического выделения рас, поскольку различия рас по внешним признакам не всегда совпадают с генетическими различиями. В связи с этим и другими соображениями многие учёные считают термин «раса» в отношении человека не имеющим генетической основы. Во второй половине XX века идея, что человеческий вид подразделяется на биологически различные расы, начала приходить в упадок, и расизм потерял научную поддержку. Раса часто не рассматривается как биологическая категория.

## Термин

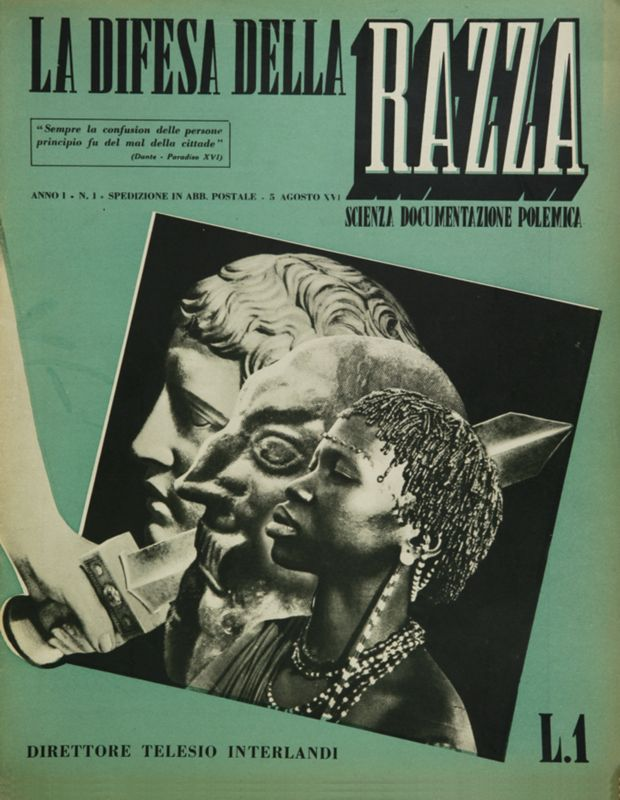
Обложка итальянского фашистского журнала «В защиту расы», 1938

Термин «расизм» рассматривается как один из самых противоречивых и неоднозначных в социальных науках. Французский философ Этьен Балибар охарактеризовал это понятие как «крайнее напряжённое» и «крайне запутанное». Академическое использование термина осложняется также распространённостью этого слова в популярном дискурсе, часто в качестве обозначения «политического насилия». Многие из тех, кто называет себя «антирасистами», используют термин «расизм» в весьма обобщённом и неопределённом смысле.
Во французском языке термин «racisme» используется с конца XIX века, когда французские националисты применяли его для определения себя и своих представлений о врождённом превосходстве французов над другими группами. Самое раннее известное использование термина «racism» в английском языке относится к 1902 году, а в первой половине XX века это слово использовалось взаимозаменяемо с термином «racialism».
Термин расизм впервые зафиксирован французским словарём Ларусса в 1932 году, где он определялся как «система, утверждающая превосходство одной расовой группы над другими».
Популяризация термина «расизм» в западных странах произошла позже, когда этот термин всё чаще стал использовался для описания антисемитской политики, проводившейся в нацистской Германии в 1930-х и 1940-х годах. Эта политика основывалась положении расовой теории нацизма, согласно которому евреи представляют собой биологически обособленную расу, отдельную от группы, которую нацисты считали «арийской расой», населяющей Северную Европу. Термин «расизм» получил дальнейшее распространение в 1950-х и 1960-х годах на фоне движения за гражданские права, направленной на преодоление расового неравенства в Соединённых Штатах.
Вплоть до 1980-х годов термин «расизм» обычно использовался для описания «теории рас, отличных и неравных, определяемых биологическими терминами и находящихся в вечном конфликте за господство над миром».

## Понятие

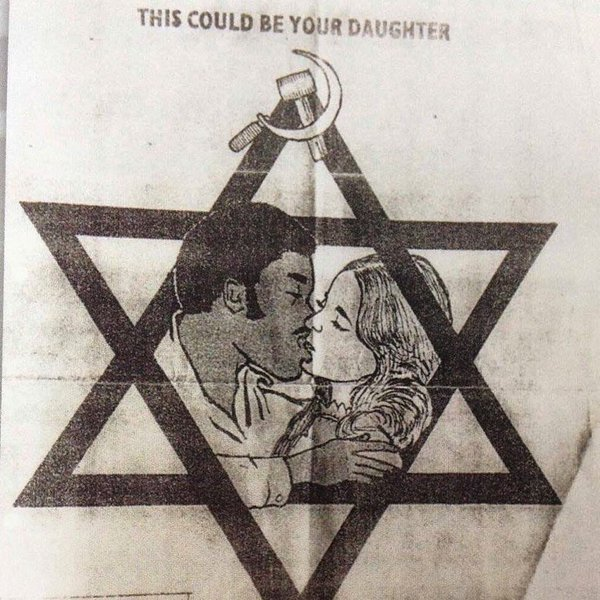
Расистский плакат, направленный против смешения рас и связывающий его распространение с коммунизмом и евреями, 1960-е годы

Согласно современным научным представлениям, раса — социальный конструкт. Наиболее важные его характеристики исходят из социальных последствий его использования в качестве классификационной модели. Идея «расы» начала развиваться в конце XVII века, в качестве последствий географических открытий европейцев и европейской колонизации, как народная идеология о человеческих различиях, связанных с различными группами — европейцами, индейцами и африканцами — собранными вместе в Новом Свете. В XIX веке, после отмены рабства в США, эта идеология окончательно сформировалась как новый механизм социального разделения и стратификации.
Согласно американскому антропологу Джозефу Бёрдселлу (1975), классический расизм опирался на убеждение в реальном существовании обособленных рас; представление, что расы значительно различаются в генетической основе; вывод, что одни расы имеют существенные преимущества относительно других; отсылки к интеллектуальным тестам, якобы доказывающим, что белые отличаются от чёрных более развитыми умственными способностями; утверждение, что мозг негров является анатомически недоразвит; уверенность, что белым свойственна способность к созданию высокоразвитых цивилизаций; стремление к сохранению «чистоты» «белой расы» посредством борьбы с межрасовыми браками.
Французский философ Цветан Тодоров (1993) считал, что расистская доктрина включает такие компоненты, как признание действительного существования рас в качестве резко различающихся между собой по соматическим признакам, причем эти различия считается существенными для истории человечества; представление о неразрывной связи между физическим типом и моральными качествами, когда культурные различия возводятся к физическим; убежденность, что поведение индивида имеет «расово-культурную (этническую)» предопределенность; идея универсальной (этноцентристской) иерархии ценностей, которая предопределяет неравное положение отдельных «рас»; стремление реализовать эти идеи в политической практике («расизм в действии»). Согласно Тодорову, в случае исключения хотя бы одного из этих постулатов расовая доктрина лишается жизнеспособности. Так, отказ от первого положения, по мнению Тодорова, означает переход от «расизма» к «культурализму», доктрине, ставящей во главу угла не расу, а культуру.
Современное понятие расизма в политическом дискурсе иногда расширяется, дополняя расовый критерий превосходства этническим, религиозным или иными. В определение современного понятия расизма большой вклад внесла книга «Расизм» французского философа Альбера Мемми.
Под расизмом понимается убеждение в решающем влиянии расы на характер, мораль, таланты, способности и поведенческие особенности отдельной личности. Политолог В. С. Малахов пишет:

Расизм, практиковавшийся вплоть до конца XIX столетия (рецидив которого имел место в Германии между 1933 и 1945 годами), можно назвать традиционным, или классическим. Расистов наших дней трудно заподозрить в расизме. На уровне декларируемых тезисов они абсолютно корректны. Граф Гобино и его единомышленники верили, в частности, в то, что биологические различия суть источник социокультурных различий. Они устанавливали отношение детерминации между «расой» (биологической принадлежностью) и «цивилизацией» (культурной принадлежностью). Они полагали, что мышление и поведение индивидов определено (или, точнее, предопределено) сущностными характеристиками групп, которым эти индивиды принадлежат. Главный из этих постулатов — неснимаемость различия.
В социально-психологическом аспекте расизм связан с ксенофобией, но в отличие от неё претендует на теоретическую обоснованность. Сторонники расизма апеллируют к науке (антропологии, генетике и др.) и абсолютизируют фенотипические различия между людьми, интерпретируя их в качестве источника социокультурных различий.
С социально-психологической позиции расизм объясняется потребностью в коллективной солидарности, которая в случае с расизмом является более всеобъемлющей, чем в случае с национализмом.
Расистская теория имеет инструментальный характер, обслуживая расистскую практику. Содержание последней составляет в первую очередь коннубий — запрет браков между представителями «высших» и «низших» рас. Законодательно коннубий в Соединённых Штатах отменён, но неформально и негласно этот запрет действует до настоящего времени как в США, где межрасовые браки составляют немногим более одного процента от общего числа браков, так и в Европе, где подобные браки сопряжены с ещё большими сложностями.

## «Расовая борьба»

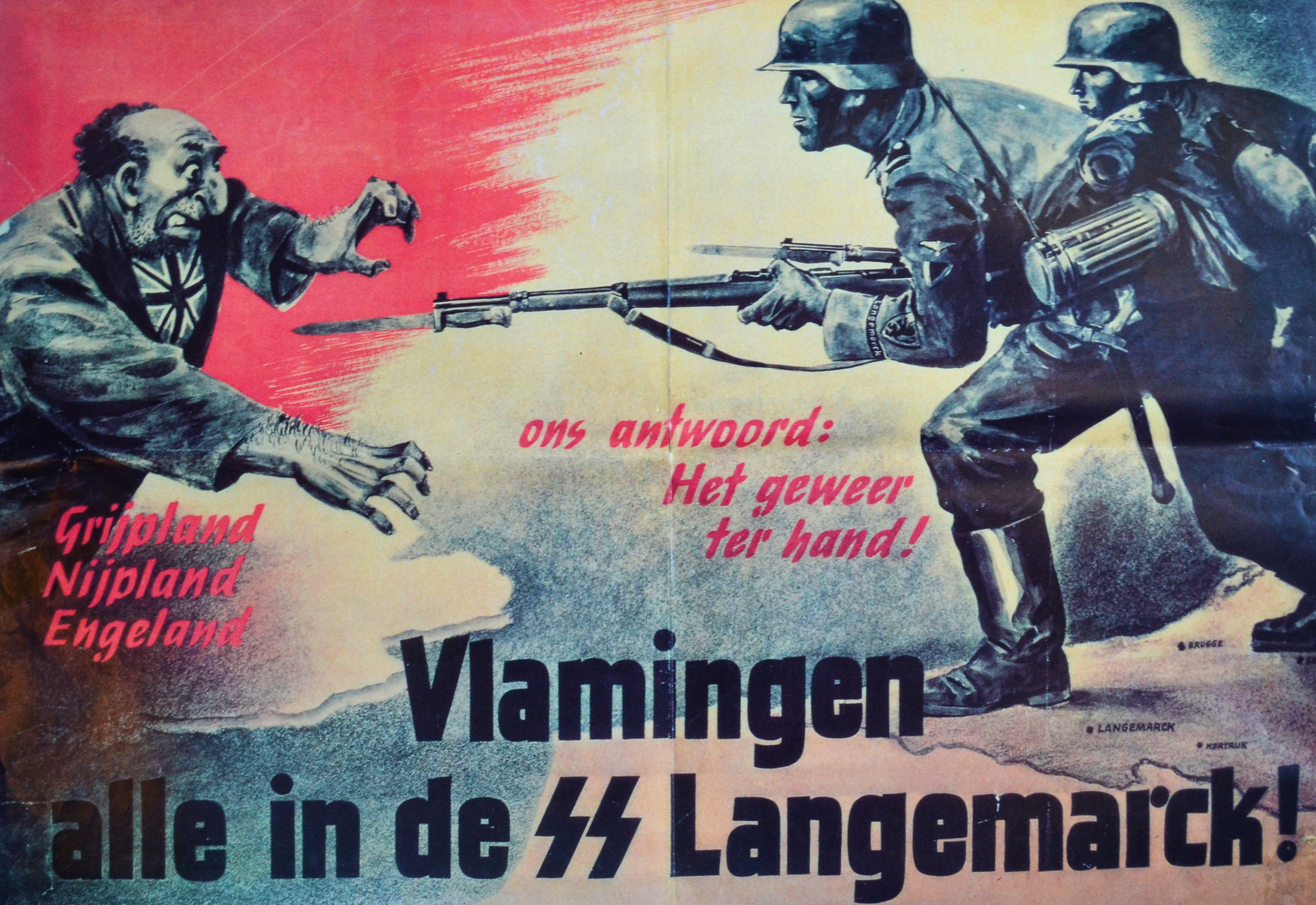
Вербовочный плакат 27-й добровольческой дивизии СС «Лангемарк»: «Фламандцы, все в СС Лангемарк!». Великобритания изображена как управляемая евреями, а война с ней — как «расовая борьба» «арийской расы» с «семитской» (евреями)

В идеологии расизма присутствует идея «расовой борьбы», борьбы между собой за существование различных рас человека, рассматриваемых как отдельные биологические виды. В качестве отдельных видов, происходящих от разных видов животных, человеческие расы рассматриваются в рамках устаревшего и в настоящее время псевдонаучного учения полигенизма.
Расизм постулирует, что всегда существует враг, явный или тайный. Подобно некоторым другим учениям, расизм предполагает, что действующей силой истории, силами, которое её определяют, являются большие массы людей. Однако в расизме эти массы ассоциируются не с социальными группам (например, с социальными классами как в марксизме), а с народами и целыми расами. В этом аспекте к расизму близок интегральный национализм, согласно которому история представляет собой вечную борьбу народов или рас друг с другом в духе социального дарвинизма. Злонамеренные действия конкретных лиц интерпретируются как реализация тайных умыслов враждебного народа, расы или некоего деперсонифицированного «мирового зла». Как следствие, важный компонент данных взглядов составляет представление о мести и круговой поруке. Агрессия своего народа против другого понимается как справедливое возмездие за зло, причинённое предкам первого в прошлом. Этот «оборонительный» аргумент является универсальным для риторики агрессии. «Оборонительная» риторика наряду со стремлением к сохранению культуры в «первозданной чистоте» без засорения чужеродными элементами используется как оправдание этнических чисток.

## Культурный расизм

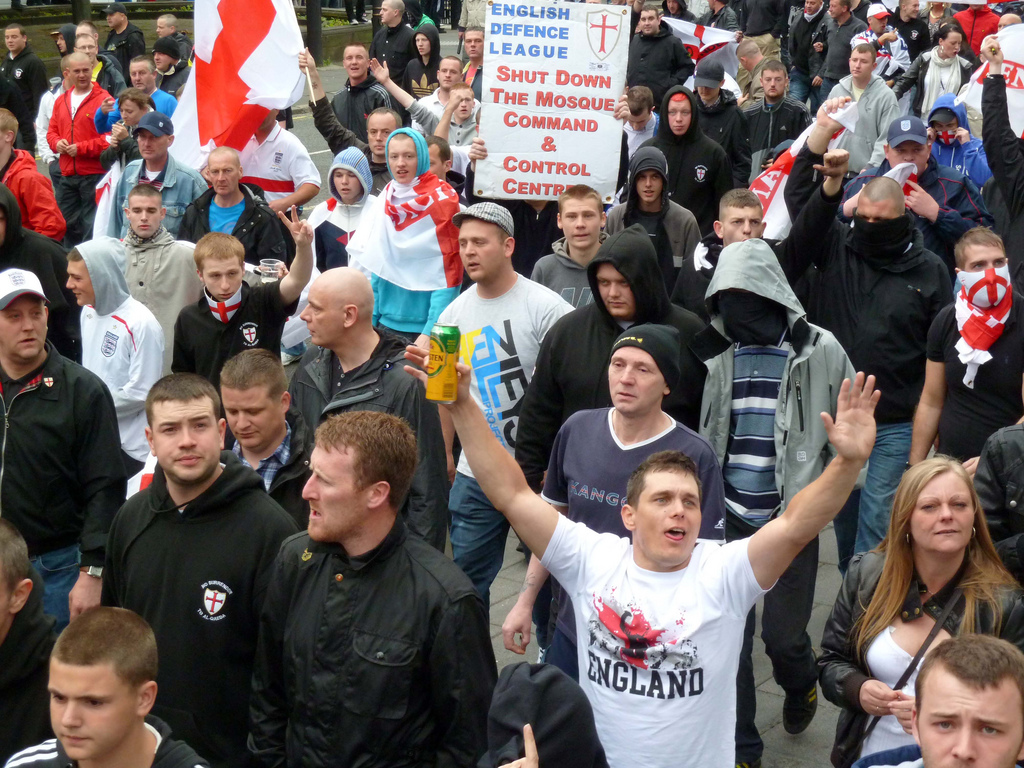
Протестующие «Лиги английской обороны» в Ньюкасл-апон-Тайне, Англия, 2010 год

Под различными терминами, культурный расизм, новый расизм, неорасизм, дифференциалистский расизм, постмодернистский расизм, исследователи выделяют новую форму расизма, включающую идеологию институционального господства и расово-этнического превосходства одной социальной группы над другими, которая рассматривает реальные, воображаемые или сконструированные культурные различия как непреодолимые, а различные культуры как несовместимые между собой.
Старый, биологический расизм был распространён в эпоху европейского колониализма, тогда как новый расизм связан с процессом деколонизации и ростом миграции в Европу в первые десятилетия после Второй мировой войны. Новый расизм изображает межгрупповые различия как естественные и изначальные (примордиализм). Центральной идеей этого направления является не биологическая наследственность, а непреодолимость культурных различий. Новый расизм на словах постулирует не превосходство одних групп или народов по отношению к другим, а лишь деструктивность стирания между ними границ, несовместимость образа жизни и традиций. Заявления приверженцев культурного расизма о равенстве разных культур могут рассматриваться как мнимые, поскольку на практике приверженцы культурного расизма считают одни культуры выше других.
В рамках культурного расизма культурные различия рассматриваются как естественная основа для формирования закрытых сообществ в рамках национальных государств, поскольку утверждается, что отношения между различными культурами по существу являются враждебными. Продвигается идея неспособности меньшинств к пониманию доминирующих в данной стране культурных норм. Культурный расизм включает в себя идею, что социальные проблемы меньшинств являются следствием их культурных ценностей и поведения, и вина за эти проблемы лежит на самих меньшинствах.
Ряд исследователей ограничивают термин «расизм» биологическим расизмом и считают, что концепция существования «культурного расизма» («нового расизма») не обоснованна. В частности, критикуется чрезмерное расширение понятия расизма, по мнению критиков устраняющее различия между ним и понятием «национализм»; предлагается описывать явление «культурного расизма» в понятиях этноцентризма, рассматривать его как близкое к ксенофобии или заменить концепциями «культурного эссенциализма» и «культурного фундаментализма».

## История
Сформировавшаяся в древнем иудаизме традиция восприятия любых людей, независимо от племени и народа, в качестве потомков Адама опровергает идею изначальной универсальности расистских представлений. Однако уже у Платона и Аристотеля читаются высказывания в духе расизма: греки изображены как свободные от рождения, варвары — как рабы от природы.
Лишь внешним сходством с расизмом обладал действовавший с середины XVI века в Испании и некоторое время в середине XVIII века в Португалии принцип limpieza de sangre, который обозначал «чистоту крови», однако применялся с целью даже для отдалённых потомков принявших христианство евреев (новые христиане) закрыть доступ к церковным должностям, дававшими власть над христианами «безупречного» происхождения.
Ранее Нового времени идей расового превосходства не существовало. Идеология расизма начала развиваться в эпоху Великих географических открытий европейцев, которые привели к колонизации европейцами стран, населённых другими народами. Технологическое преимущество европейцев над другими народами, достигнутое ими в данный конкретный период, начало рассматриваться как их естественно-природное превосходство, что составило идейную основу политики колониализма и, в частности, стало идеологическим обоснованием рабства в Новое время. Для оправдания колонизационной политики, зачастую сопровождающейся истреблением или порабощением местных жителей, формируются теории об исконной неполноценности некоторых народов. Появляется гипотеза, возводящая происхождение негров к библейскому Хаму, проклятому его отцом Ноем, что было оправданием обращения в рабство негров. Вместе с тем, отдельные представители чернокожих народов могли занимать чрезвычайно высокие должности в европейских странах и пользоваться бесспорным авторитетом среди современников. Так, шведский политик Густав Бадин (1747 или 1750—1822) первоначально был чернокожим рабом, затем благодаря протекции королевы стал высокопоставленным придворным и государственным деятелем, дворецким и камергером королевы Швеции Луизы Ульрики, а затем её дочери принцессы Софьи Альбертины.
Собственно расизм является современником биологии как самостоятельной науки и стал прямым результатом конкретно биологического подхода к человеку. Уже в XVIII веке в рамках первой биологической систематики шведский естествоиспытатель Карл Линней с целью классификационной завершенности выделил четыре человеческие расы, которые он рассматривал как биологически различные и которым приписывал умственную и культурную неравноценность. Дальше пошёл современник Линнея французский естествоиспытатель Ж. Бюффон, который определил «белого» человека в качестве венца творения, а «чёрных» — как представителей «дегенеративной» расы. Под прямым влиянием этих исследователей расистскую позицию занял Вольтер, «властитель дум» образованной и свободомыслящей Европы XVIII века, который рассматривал «чёрного» в роли промежуточного звена между «белым» и человекообразной обезьяной. К эти авторам были близки к ним Иммануил Кант, И. Г. Фихте и многие другие известные деятели европейской культуры. В XVIII веке появляется обосновывающее расизм учение полигенизма (о происхождении разных рас от разных прародителей и о расах как разных биологических видах), которая, несмотря на то, что была опровергнута учёными, продолжала влиять на попытки научно обосновать расизм.
По мнению французского философа и историка Мишеля Фуко, первая формулировка расизма возникла в период раннего Нового времени как «дискурс расовой борьбы» и исторический и политический дискурс, который Фуко противопоставил философскому и юридическому дискурсу суверенитета.
Концепция разделения человечества на три расы, называемые европеоидной, монголоидной и негроидной (первоначально называвшейся «эфиопской»), была введена в 1780-х годах членами Гёттингенской исторической школы и получила дальнейшее развитие у западных учёных в контексте расистских идеологий эпохи колониализма. Французский анатом Жорж Кювье выделял три расы — «белая» («кавказская»), «чёрная» («эфиопская») и «жёлтая» («монгольская»). Этот подход впоследствии стал преобладающим.
Кристиан Майнерс (1747—1840) обозначал известные ему две расы как «прекрасную», или «белую», и «отвратительную», или «чёрную».
Джозайя Прист и ряд других американских публицистов XIX века писали псевдоисторические работы, в которых негры и индейцы изображались в крайне негативном свете. Первая книга Приста «Чудеса природы и провидения, явленные» (1826) Прист рассматривается современными критиками как одна из самых ранних работ современной американских псевдоисторических работ. Прист дискредитировал индейцев в книге «Американские древности и открытия Запада» (1833) и негров в книге «Рабство: Как это связано с неграми» (1843). Другие авторы XIX века, такие как Томас Голд Эпплтон в «Пачке бумаг» (1875) и Джордж Перкинс Марш в «Готах в Новой Англии», использовали псевдоисторические представления об истории викингов с целью продвигать идею превосходства «белых», а также выступать против Католической церкви. Такое использование истории и образов викингов отмечалось и в XX веке среди некоторых групп, выступающих за превосходство белых.
За языком исследователи XIX века, следуя Иоганну Гердеру, усматривали культуру, народ и «расу» (последнее — вопреки Гердеру, который отвергал деление человечества на отдельные расы). Лингвистические реконструкции применялись с целью изучения древних народов, их культуры, истории, философии, религии и общественной организации.
В XIX века были сформулированы идеологические доктрины, которые устанавливали иерархию расовых, языковых и этнических общностей (Артюр де Гобино и др.) или утверждали биологическую обусловленность человеческого поведения (социальный дарвинизм).
Основателем «научного расизма» (и в частности — нордизма) принято считать французского социолога Артюра де Гобино, в своём сочинении «Опыт о неравенстве человеческих рас» (1853—1855) выдвинувшего тезис о влиянии расовых составов рассматриваемых обществ на особенности их культур, социальных строев, экономических моделей, и в конечном итоге — на их цивилизационную успешность. Нордическая раса, по мнению Гобино, на протяжении истории проявляла превосходство над другими в организации общества и культурном прогрессе. Величие древнегреческой и древнеримской цивилизаций он объяснял тем, что в эпоху цивилизационного подъёма правящие элиты этих стран якобы были нордиками.
Благодаря Гобино расистские идеи получили довольно широкое распространение. В частности, они развивались французским социологом и психологом Гюставом Лебоном в работе «Психология толпы». Идею неравенства человеческих рас также отстаивал известный французский антрополог Арман де Катрфаж.
В известной научной работе Чарлза Дарвина «Происхождение видов» (1859) не обсуждалось происхождение человека. Расширенная формулировка на титульном листе «Происхождение видов путём естественного отбора, или Сохранение лучших рас в борьбе за существование», использует общий термин биологической расы в качестве альтернативы понятия «подвид», а не в современном значении человеческой расы. В работе «Происхождение человека и половой отбор» (1871) Дарвин исследовал вопрос «аргументов за и против классификации так называемых человеческих рас как отдельных видов» и сделал вывод об отсутствии каких-либо расовых различий, которые могли бы указывать на то, что человеческие расы являются дискретными видами. Однако, по мнению историка Гертруды Химмельфарб, подзаголовок «Сохранение лучших рас в борьбе за существование» стал удобным девизом для расистов. Согласно историку Ричарду Хофштадтеру, дарвинизм не был основным источником догматического расизма конца XIX века, но стал новым инструментом в руках теоретиков расы и «расовой борьбы». Дарвинистские настроения поддерживали идею англо-саксонского расового превосходства, которую разделяли многие американские мыслители второй половины XIX века. Считалось, что мировое господство, уже достигнутое «белой расой», доказывало её наибольшую приспособленность.
Расизм был тесно связан с социальным дарвинизмом, представители которого переносили учение Дарвина о естественном отборе и борьбе за существование на человеческое общество (Д. Хайкрафт и Б. Кидд в Великобритании, Жорж де Лапуж во Франции, Людвиг Вольтман, Хьюстон Чемберлен и Отто Аммон в Германии, Мэдисон Грант в США и др.). Социал-дарвинисты использовали мальтузианство и положения евгеники для обоснования идеи превосходства наследуемых качеств господствующих слоёв общества.
Востоковед и германофил Эрнест Ренан считал, раса была безусловным «физиологическим фактом» только в глубокой
древности, но в ходе последующих исторических процессов потеряла связь с кровью и получила связь с такими явлениями, как язык, религия, законы и обычаи. Таким образом основой рас стала считаться «духовность», а в современности, в условиях господства политического принципа общности, и понятие «лингвистическая раса» уже не имело смысла. Но это не отменяло расовой иерархии, поскольку за пределами «цивилизованного» (европейского) мира раса сохраняла изначальный характер. По этой причине Ренан заявлял о принципе «расового неравенства». Этот республиканский подход к расе выражен в работах Гюстава Лебона о «расовой душе», или «ментальности». Его разделяли во Франции, в частности, крайние националисты, в том числе Морис Баррес.
Расистские концепции также разрабатывал переехавший в Германию английский аристократ Хьюстон Чемберлен в книгах «Основы девятнадцатого столетия» (1899), прославлявшей «тевтонскую расу», «Арийское миросозерцание» (русский перевод М., 1913) и ряде других работ. Идея Чемберлена о борьбе «арийской» и «семитской рас» как стрежне мировой истории была заимствована нацизмом, а затем через него неонацизмом и рядом направлений неоязычества.
Расистские теории были выгодны для получения прибыли за счёт эксплуатации «низших» групп и закреплялись в соответствующих законах, например, о запрете межрасовых браков. Дискриминация по признаку расы в свою очередь способствовала появлению и усилению экономических и социальных отличий, которые начинали восприниматься уже как «культурные различия». Последние, в свою очередь, использовались как новые «доказательства» неравноценности рас.

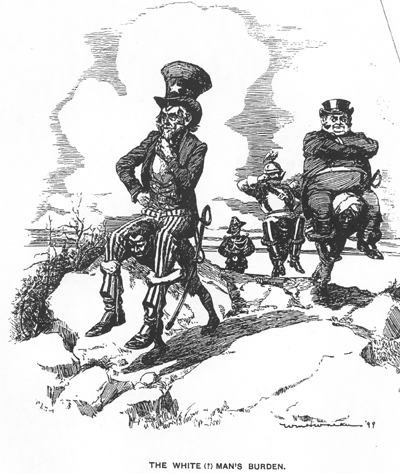
«Бремя белого (?) человека». Дядя Сэм (США), Джон Булль (Великобритания) и Кайзер (Германия) «несут своё тяжкое бремя». Уильям Генри Уокер, журнал «Life», 16 марта 1899

До конца XIX века «классический расизм» прямо заявлял о превосходстве «белых людей». В ряде стран сложилась политика расовой дискриминации и сегрегации. Расовая сегрегация в США официально существовала с 1865 года. Основу понимания расы изначально составляли спекуляции о сущности, происхождении и истории языка, народа и культуры, внутренние характеристики и признаки которых рассматривались как соответствующие внешним и также передавались по наследству. Это неразрывное соединение естественнонаучных и гуманитарных спекуляций сделало расизм всеобъемлющим мировоззрением, которым объяснялись все социальные и исторические явления. В конце XIX века представление о неравенстве рас рассматривалось как основанное на «научных фактах».
К концу XIX века социальные пессимисты (Ф. Голтен, Карл Пирсон) начали бить тревогу в связи с «расовым упадком» и «дегенерацией», к чему, по их мнению, могла привести высокая плодовитость «низших рас». В Германии и Австрии представителями таковых считали славян, в Англии — ирландцев.
Немецкими правыми начала XX века, в особенности в движении фёлькише, народ понимался как эксклюзивное явление, которое комбинировалось ими с развивавшейся идеологией расизма. В работах участников движения понятия «народ», «нация» и «раса» имели тенденцию к отождествлению. Слово «фёлькиш» могло применяться как синоним национального и этнического, но в понимании, характерном для расового национализма. В рамках фёлькише раса рассматривалась как биологическая антропологическая категория, так и идеальная сущность или метафизическая категория.
Поражение Германии в Первой мировой войне стало причиной массового распространения понятия «Volk» в физическом и этно-биологическом расовом смысле. Под влиянием этих идей сформировалась новая дисциплина, германоведение (Deutschkunde), в период Веймарской республики укоренившаяся в научно-образовательной среде. В этой дисциплине методы классической германистики и этнографии были соединены с географией и биологией, создав идеологический синтез, ставший «научной» основой большей части националистических течений, включая национал-социализм. В рамках германоведения авторы занимались поиском немецких языковых и фольклорных следов неизменных «немецкого духа», «немецкой сущности» (Volkstum).
В XX веке характерным примером рецидива расизма стала идеология национал-социализма, ставшая причиной уничтожения миллионов людей во время Второй мировой войны.
После Второй мировой войны, когда нацистская идеология подверглась осуждению на международном уровне, а биологами были проведены масштабные генетические исследования, идея, что человеческий вид подразделяется на биологически различные расы, начала приходить в упадок, и расизм потерял научную поддержку.
К середине XX века расизм дискредитировал себя как идеология и был подвергнут остракизму на мировом уровне, однако продолжал практиковаться официально, например, в 1948—1994 годах в форме апартеида в ЮАР, или неформально. В 1966 году была принята Международная конвенция о ликвидации всех форм расовой дискриминации.
К числу расистских концепций относится этногенетическая теория Льва Гумилёва, которая биологизирует этнические группы. В работах Гумилёва присутствует также «оборонительная» риторика в форме, характерной для расизма и интегрального национализма.
Некоторые авторы сохраняют ряд элементов расовой идеологии. Они биологизируют этническую идентичность и интерпретируют культуру и поведение людей как проистекающие из генетической наследственности. Эта тенденция ведёт к сохранению в обществе значительных элементов расовой идеологии.
Несмотря на борьбу с расизмом в разных странах на общественном и государственном уровне, в скрытой форме расизм продолжает существовать как на уровне массового сознания, так и в академической среде. В конце XX века возникла идеология нового расизма, который, в отличие от традиционного расизма, апеллирует не к «крови», а к культуре. Впервые к риторике нового расизма в конце 1960-х годов обратился британский консерватор Энох Пауэлл, спустя десять лет она была подхвачена Маргарет Тэтчер. Новый расизм разделяют европейские «новые правые». Такую же идеологию продвигает международное движение за сохранение «белой расы».
Бен Классен, американский политик и религиозный лидер сторонников превосходства «белой расы», популяризировал термин «расовая священная война» («Racial Holy War», RaHoWa) в рамках движения белых националистов. В своей книге «Rahowa — Эта планета принадлежит всем нам» (1987) он утверждает, что евреи создали христианство, чтобы ослабить белых людей, и первоочередная задача — «сокрушить еврейского бегемота».
В настоящее время о приверженности расизму заявляют лишь маргинальные общественные активисты. В последнее время расизм нередко направлен против иммигрантов.
Большинство обывателей, которые руководствуются «здравым смыслом», продолжают считать расу биологической реальностью. В условиях, когда политкорректность требует избегать расово окрашенных высказываний, расистский дискурс переходит в термины культуры, которые трансформируются в скрытые коды с целью манифестации расовой нетерпимости. Нельзя назвать оправдавшимся предположение антрополога Эшли Монтегю, что концепция этнических групп способствует избавлению от расизма. Напротив, под этническими и культурными терминами часто скрываются расовые категории, в открытой или завуалированной форме служащие для дискриминации групп «культурно иных».
Новые формы расизма бросают вызов сложившейся системе образования. В рамках обучения американских студентов по специальности «антропология» в 1970—1980-х годах учебные курсы, которые были посвящены проблемам расы, часто имели результат, обратный предполагаемому преподавателями. Хотя последние стремились разяснить факт отсутствия корреляции между физическим типом и культурой, студентам были ближе представления, которые сводят культурные различия к биологическим факторам. В последние десятилетия стало заметно, что ниспровержение «научного расизма» не оказало существенного влияния на мировосприятие обывателя.
Поскольку в последние десятилетия XX века расизм приобрёл новые, менее явные формы, современные расисты, используя эту неопределённость, могут позиционировать себя в качестве бескомпромиссных борцов с расизмом. Исследователь английского языка Дэниел Волленберг отметил, что те радикальные правые группы, которые подчёркивают культурные различия, превратили «мультикультуралистский антирасизм в инструмент расизма». Согласно французскому философу Этьену Балибару, в рамках культурного расизма считается, что сосуществование этнических групп в одном месте «естественным образом» приводит к конфликту. Поэтому сторонники культурного расизма утверждают, что попытки интеграции различных этнических и культурных групп сами по себе ведут к предрассудкам и дискриминации. При этом они стремятся представить свои собственные взгляды как «истинный антирасизм», в отличие от взглядов тех активистов, которые называют себя антирасистами.
В современной России с падением советской идеологии теория классовой борьбы была отвергнута, и её место у ряда праворадикальных движений заняла идея «этнорасовой борьбы».
Как и в ряде других культур, в России навыки расистского мышления закреплены в языке, выражаясь в уничижительных терминах или терминах, употребляемых в качестве таковых: «чукчи», «нанайцы», «чурки», «узкоглазые», «хачики» — все, кто подпадает под категорию «нерусских». В 1980—1990-е годы «еврейчата» и «жидки» в качестве главных угроз в массовом сознании были вытеснены «лицами кавказской национальности», они же «чёрные», «черножопые».
По мнению историков Вероника Газо и А. Е. Мусина, антинорманизм с его противоречащей совокупности исторических источников идеей славянской принадлежности варягов «выступает как форма расизма, даже как расовая теория».

## Расы как социальные категории
В разных странах расовые категории могут выделяться по «крови» (по происхождению) или по фенотипу. Расизм может иметь поддержку на государственном уровне, не поддерживаться законодательством или подавляться специальными законодательными актами. Выделение расовых категорий может приводить к расовой сегрегации, когда расовые и социоэкономические категории совпадают. По этой причине социологи могут рассматривать расу в качестве социальной, а не биологической категории.
В Древней Греции и Римской империи население, жившее за пределами греко-римского мира, различалось по цвету кожи, но это не имело каких-либо социальных последствий, данные народы включались в единую социальную категорию «варваров».
В XVI веке португальцы включали в число «белых», помимо европейцев, также арабов, индийцев, и китайцев. Термин «белая раса» или «белые люди» вошёл в основные европейские языки в конце XVII века в связи с расиализацией рабства, в контексте трансатлантической работорговли и порабощения коренных народов в Испанской империи. Его неоднократно связывали со оттенками крови, происхождением и физическими признаками, и в конечном итоге он стал предметом ранних научных исследований, кульминацией чего стал «научный расизм», который позже был отвергнут научным сообществом. По словам историка Ирэн Сильверблатт, «расовое мышление… превратило социальные категории в расовые истины». Брюс Дэвид Баум, цитируя работу Рут Франкенберг, отмечает: «История современного расистского доминирования связана с историей самоидентификации европейских народов (а иногда и идентификации некоторых других народов) как представителей высшей „белой расы“». Аластер Боннетт утверждает, что «белая идентичность», как она понимается в настоящее время, является американским наследием, отражающим американскую интерпретацию расы и истории.
В XVI и XVII веках восточноазиатские народы почти всегда назывались «белыми», а не «жёлтыми». Майкл Кивак пишет, что жители Восточной Азии были переименованы в желтокожих, потому что «жёлтый стал расовым обозначением», и что замена белого на жёлтый в качестве описания произошла в результате научного дискурса того периода.
Термины «белые люди» или «белая раса» в отношении большой группы людей преимущественно или исключительно европейского населения, определяемые их светлой кожей в противоположность «чёрным», «коричневым», «жёлтым», «красным» и другим «цветным», возникли в XVII веке. До конца XVIII века европейцы называли «белыми» также народы Восточной Азии. Термины «белые люди» и «белая раса» вошли в основные европейские языки в конце XVII века в контексте расового рабства и неравного социального статуса жителей европейских колоний. Акцент на расе отличает концепцию колониальной эпохи от более ранних представлений, в которых основное внимание уделялось цвету лица.
Цветовая схема из трёх цветов использовалась в Латинской Америке XVII века, находящейся под властью Испании. Ирэн Сильверблатт прослеживает «расовое мышление» в Южной Америке до социальных категорий колониализма и формирования государства: «Белые, чёрные и коричневые — это сокращённые, абстрактные термины для обозначения колонизаторов, рабов и колонизированных». К середине XVII века новый термин исп. español («испанец») в письменных документах приравнивался к blanco («белый»). В американских колониях Испании люди, имеющие африканское, индейское (indios), еврейское или морискское происхождение формально исключались из числа обладавших «чистотой крови» (limpieza de sangre), которые имели право занимать любую государственную должность в соответствии с Королевской прагматикой 1501 года. Подобные ограничения применялись в вооруженных силах, некоторых религиозных орденах, колледжах и университетах, что привело к формированию почти полностью «белого» духовенства и профессионального слоя общества. Негры и indios облагались данью, им запрещалось носить оружие, а женщинам из их числа было запрещено носить драгоценности, шёлк или драгоценные металлы в ранней колониальной Мексике и Перу. Лица из категорий pardos (люди с темной кожей) и mulattos (люди смешанного африканского и европейского происхождения), обладавшие достаточными финансовыми ресурсами стремились обойти эти ограничения, выдав себя за «белых». Королевское предложение купить эти привилегии за значительную сумму денег привлекло пятнадцать претендентов, прежде чем давление со стороны «белых» элит положило конец этой практике.
В британских колониях в Северной Америке и Карибском бассейне первоначально использовалось обозначение англичанин или христианин для различения с коренными американцами и африканцами. Первые упоминания о «белой расе» или «белых» людях в Оксфордском словаре английского языка относятся к XVII веку. Историк Уинтроп Джордан отмечает, что в XVII веке «во всех [тринадцати] колониях термины „христианин“, „свободный“, „англичанин“ и „белый“… использовались без разбора» как синонимы. В 1680 году Морган Годвин «счёл необходимым объяснить» английским читателям, что «на Барбадосе „белый“ был „общим названием европейцев“». Некоторые историки пишут о сдвиге в сторону более широкого использования термина «белый» в качестве правовой категории наряду с ужесточением ограничений для свободных чёрных или чёрных христиан. По словам Теодора Аллена, термин «белый» оставался более привычным в американских колониях, чем в Великобритании, вплоть до 1700-х годов.

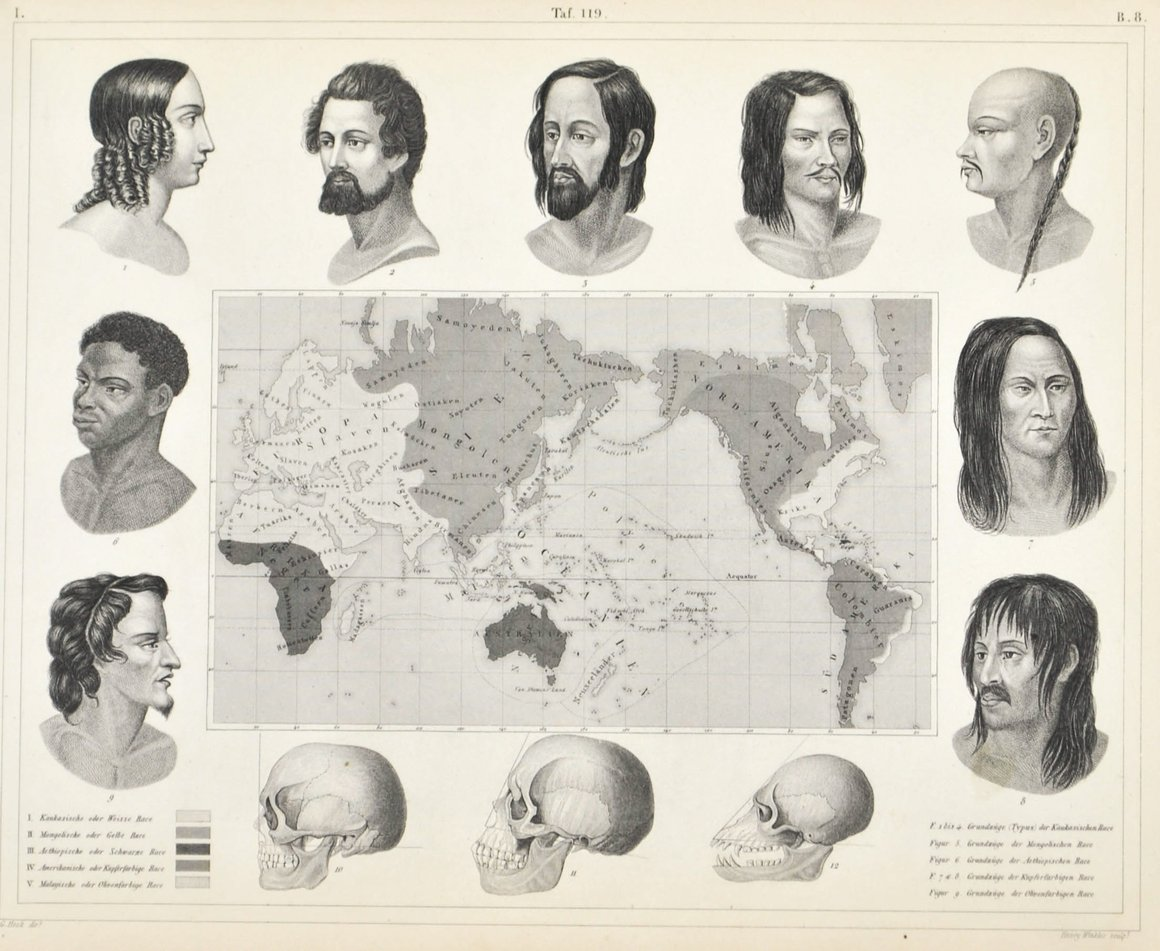
Карта пяти рас немецкого антрополога Иоганна Блуменбаха (издание 1851 года) с подписями «кавказская, или белая», «монгольская, или жёлтая», «эфиопская, или чёрная», «американская, или медного цвета» и «малайская, или оливкового цвета»

Понятие «чёрной расы» в качестве социальной категории также сформировалось сравнительно поздно. Вплоть до последней четверти XVII века на плантациях Виргинии «белые» были наёмными работниками наравне с африканцами и индейцами. С 1670-х годов рабский труд был законодательно однозначно навязан исключительно африканцам, и все завезённые в Америку африканцы вне зависимости от этнической принадлежности стали считаться «неграми-рабами», относящимися к единой «чёрной расе». «Белые» американцы в качестве «аристократов кожи» были отнесены к категории «белой расы».
В Вест-Индии расовая классификация была значительно более сложной, выделялись различные категории смешанного происхождения, такие как «белые», «красные», «коричневые», «светло-чёрные», «чёрные», «тёмно-чёрные». Расовая категория влияла на социальное положение. Так, категория «тринидадские белые» означала не столько людей определённой физической «белой расы», сколько престижный социальный слой, который обычно ассоциировался с «белой расой». В эту категорию входили преимущественно потомки смешанных браков, но также белые поселенцы. Вместе они именовались «креолами».
Отцы-основатели США, провозглашая в Конституции права и свободы народа Соединённых Штатов — американской нации — ограничивали её определённым этническим сообществом — «белыми» англосаксонскими протестантами. Не была исключена и возможность вхождения в американскую нацию представителей некоторых других народов Европы, например, германских протестантов — немцев и голландцев. Однако отношение к романским этносам — испанцам и французам, и, тем более, к латиноамериканцам, было значительно хуже: согласно отцам-основателям, данные этносы находились за пределами американской нации. По расовому признаку членами американской нации не считались чернокожие американцы вплоть до 1875 года и американские индейцы — вплоть до 1924 года. До середины XIX века в США действовало «правило одной капли крови», согласно которому «небелыми» считались те, кто имел чёрных или индейских предков вплоть до седьмого поколения. Первоначально американская нация понималась как расово-этническая, а не как гражданская общность. Согласно историку А. И. Уткину, американская национальная идентичность сохраняла расово-этническую основу вплоть до начала Второй мировой войны, когда США приняли большое число иммигрантов из стран Восточной и Южной Европы (поляки, евреи, итальянцы и др.).
В США в XIX века ирландцы и итальянцы не считались «белыми», тогда как в английской литературе рубежа XIX—XX веков к «белой расе» могли относиться такие народы, как арабы, абиссинцы, берберы, туареги, масаи и сомали.
Понятие «белые люди» стало ассоциироваться с европейцами и их потомками только в XX веке. В 1920-е годы индийские деятели пытались доказать американским властям, что они наравне с «белыми» американцами принадлежат к «белой арийской расе», что не имело успеха. Евреи были причислены к категории «белых» только после Второй мировой войны. Согласно понятиям современной американской бюрократии, граница между «белыми» и «азиатами» примерно соответствует границе Пакистана и Индии.
В Бразилии различаются около 500 типов, основанных на оттенках кожи, формах носа и губ, особенностей волос и др. В 85 % случаев использовались десять терминов, наиболее популярными, около 50 % случаев, были три: «морено» (мулаты), «бланко» («белые») и «сарара» («веснушчатые»). В штате Баия различались 25 оттенков цвета, которые были сгруппированы в три основные категории: «бланкос» («белые»), «моренос, пардос» (мулаты), «претос, негрос, эскурос» («чёрные»). Расовые термины в Бразилии ситуативны и со временем меняются, тогда как власти поощряют межрасовое смешение и ставят целью создание особой «бразильской расы».
Институционализация расовой дискриминации привела к тому, что экономические и социальные различия групп получили характер культурных различий. Люди, в течение столетий причисляемые к «низшим» и поставленные в соответствующее положение, выработали коды социальной коммуникации, которые принципиально отличаются от кодов, используемых «высшими»: собственные диалект, кумиры, ценности, поведенческие стандарты. Различия, имеющие своим базисом социальные факторы, например, раздельное образование, стали рассматриваться как «естественные», биологические (различия «ментальности», психологического склада и др.) — различия, ставшие результатом дискриминации, в рамках расизма изображаются как её источник. Идею естественности этих различий стали разделять не только угнетатели, но и угнетённые. Возникшие с 1960-х годов масштабные «антирасистские» движения имеют в качестве своего теоретического багажа тот же расизм, лишь с перевёрнутыми «плюсом» и «минусом».
Выделение рас в качестве социальных категорий не является всеобщем явлением. Так, не является актуальным расовое деление в Эфиопии, избежавшей колониализма, где люди классифицируются по языку и религии. В Советском Союзе расовая принадлежность имела второстепенное значение, и основу классификации людей составляла этническая принадлежность.
В России постсоветского периода расизм по отношению к выходцам с Кавказа проявляется, в частности, в применении к ним уничижительного определения «чёрные» (несмотря на то, что подавляющее большинство представителей народов Кавказа являются европеоидами). Бюрократический язык использует более нейтральный, но также научно некорректный термин «лица кавказской национальности». Чаще в них, чем в «жидомасонах», массы видят главный источник сегодняшних и будущих угроз.

## Превосходство «белых»

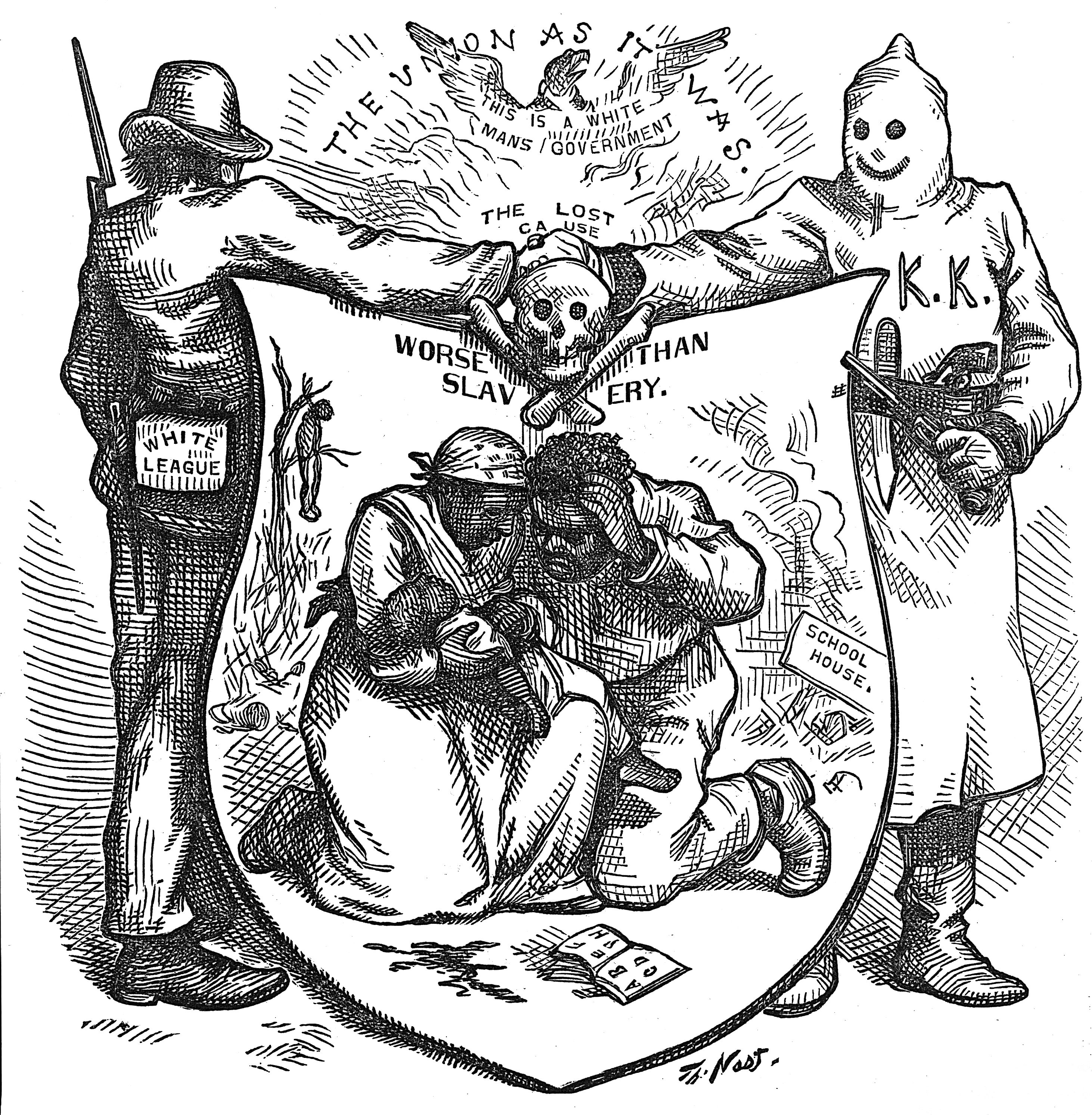
«Союз, как он был», Harper’s Weekly, 10 октября 1874 года (название отсылает к лозунгу кампании «медноголовых» около 1862 года «Союз, как он был, Конституция, как она есть»). На щите изображены чёрная семья с убитым ребёнком. По сторонам стоят члены Белой лиги и Ку-клукс-клана

Превосходство «белых», белый супремасизм (англ. white supremacism) включает представления и идеи о естественном превосходстве «белых» людей над другими расовыми группами, представляя собой расистскую концепцию, опирающуюся на построения расовых теоретиков, согласно которой «белые» превосходят других людей по расовым особенностям. Белый супремасизм восходит к псевдонаучной доктрине «научного расизма» и ранее составлял основу идеологии, оправдывавшей европейский колониализм.
Как политическая идеология белый супремасизм поддерживает культурное, социальное, политическое, историческое и/или институциональное господство «белых» людей. В прошлом эта идеология претворялась в жизнь посредством социально-экономических и правовых институтов, таких как трансатлантическая работорговля, законы Джима Кроу в Соединённых Штатах, политика Белой Австралии с 1890-х до середины 1970-х годов и апартеид в Южной Африке.
Белый супремасизм лежит в основе ряда современных движений, таких как белый национализм, белый сепаратизм, неонацизм и движение за христианскую идентичность. В Соединённых Штатах белый супремасизм разделяется Ку-клукс-кланом (ККК), арийскими нациями и движением белого американского сопротивления. Организация «Proud Boys», несмотря на собственные заявления, что они не связаны с белым супремасизмом, описываются как таковые исследователями. Такие веб-сайты, как Twitter, Reddit и Stormfront, а также президентская кампания Дональда Трампа способствовали повышению активности белого супремасизма и интереса к нему.
Различные направления белого супремасизма имеют разные представления, кто принадлежит к числу «белых» и кого считать главными «врагами» «белых». Различные группы сторонников превосходства «белой расы» называют расовых, этнических, религиозных и других «врагов» «белых», чаще всего причисляя к таковым выходцев из Африки к югу от Сахары, коренные народы Америки и Океании, азиатов, метисов, жителей Ближнего Востока, евреев, мусульман и представителей ЛГБТК+.
Многие сторонники ультраправых и других маргинальных идеологий не признают в качестве «белых» ряд этносов, обычно относящихся к европеоидной расе, и фактически также классифицируемых как «белые» (евреи, персы, большинство арабов и этнических групп Ближнего Востока и Северной Африки, испаноговорящие/латиноамериканцы с европеоидной внешностью) на основании культурных и религиозных критериев, противопоставляя им антропологические. В послевоенные годы сторонниками превосходства «белой расы» по всему миру в качестве общего обозначения «белых» людей, не являющихся евреями, начал использоваться термин «арийцы».
В академическом дискурсе, особенно в рамках критической расовой теории или интерсекциональности, термин «превосходство белых» может также относиться к социальной системе, в которой «белые» люди пользуются социальными преимуществами (привилегиями) над другими этническими группами как на коллективном, так и на индивидуальном уровне, несмотря на формальное юридическое равенство.

## Нацизм
Центральной идеей нацизма стала «арийская раса» и её противопоставление и противоборство с враждебной «семитской расой», евреями («арийская» и «семитская расы» являются псевдонаучными конструктами и в реальности не существуют; согласно данным антропологии, немцы и большинство евреев относятся к европеоидной расе). Эта идея служила основой для радикального, охватывавший все сферы человеческой жизнедеятельности антисемитизма, определявшего в свою очередь стремление к борьбе против марксизма, большевизма, пацифизма, либерализма и демократии — согласно нацистскому учению, проявлений и инструментов реализации интересов «мирового еврейства». История понималась как непрерывная расовая борьба воспринимаемых с биологической позиции народов за выживание, защита и расширение необходимого им «жизненного пространства». Конечным результатом этой борьбы считалось установление мирового господства «арийской расы», превосходящей другие расы в биологическом и культурном отношении и занимающей высшую позицию в «расовой иерархии» — расы естественных господ. Идеология включала милитаризм: война была представлена естественным состоянием человечества, законным и единственно возможным средством утверждения мирового лидерства «народа-господина». Залогом победы в этой борьбе должна быть консолидация немецкой нации под руководством единого вождя («фюрера»), «расовая гигиена» — очищение нации от «расово чуждых» и «неполноценных» элементов, а также укрепление её «физического здоровья».
«Арийцами» назывались древние индоевропейцы, рассматриваемые как отдельная раса, а из современных народов — немцы и родственные им германские народы, которые, согласно нацистской идеологии, являются наиболее «расово чистыми» существующими народами «арийского происхождения». Нацистский расовый теоретик Ханс Гюнтер в своей книге «Расовая наука немецкого народа» (1922) определил каждый расовый подтип в соответствии с общим физическим обликом и психологическими качествами, включая «расовую душу» — со ссылкой на эмоциональные черты и религиозные убеждения. Он приводил детальную информацию о цвете волос, глаз и кожи, строении лица. Он писал, что немцы представлены всеми пятью выделяемыми им европейскими расовыми подтипами, но подчёркивал их сильное «нордическое» наследие.

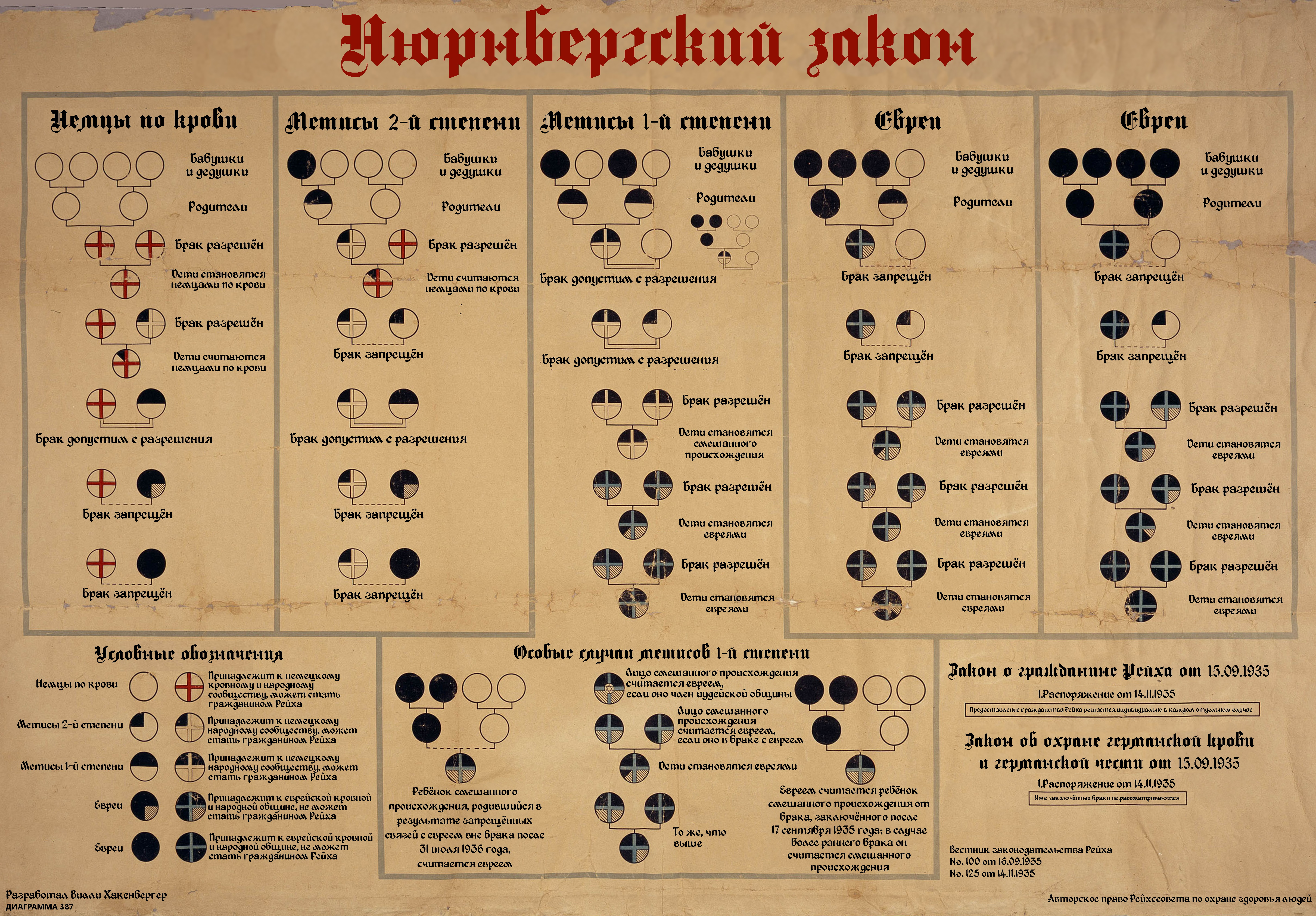
Диаграмма 1935 года, объясняющая Нюрнбергские расовые законы, определяющие принадлежность к «арийцам», евреям или мишлингам. Перевод

Нацистская расовая доктрина включала идею, что евреи («семитская раса») являются расово неполноценными антиподами и естественными врагами «арийской расы господ», «недочеловеками», а славяне — представителями «низшей расы», потомками «арийцев» и «азиатских рас» (включая «финскую расу»), выродившимися до состояния «недочеловеков» в результате расового смешения и влияния азиатской крови.
В концепции Гюнтера евреи происходят от неевропейских рас, особенно от расы, которую он классифицировал как «ближневосточную». Он утверждал, что такое происхождение делает евреев принципиально отличными от немцев и большинства европейцев и несовместимыми с ними. В своей работе «Расовые свойства еврейского народа» Гюнтер утверждал, что «расовая душа» «ближневосточной расы» характеризуется «коммерческим духом». Согласно Гюнтеру, «ближневосточный тип» представлен в основном коммерчески настроенными и ловкими торговцами, обладающими развитыми навыками психологического манипулирования. Он утверждал, что «ближневосточная раса» была «порождена не столько для завоевания и эксплуатации природы, сколько для завоевания и эксплуатации людей».
Гюнтер считал, что славяне принадлежат к «восточной расе», отдельной от немцев и «нордидов», и предостерегал от смешения «немецкой крови» со «славянской». Гитлеровская концепция «арийской расы господ» («Herrenvolk») исключала из этой расы подавляющее большинство славян, поскольку считалось, что славяне испытывают опасное еврейское и азиатское влияние. По этой причине нацисты объявили славян «недочеловеками» («Untermenschen»). Идея нацистов, что славяне являются «низшими неарийцами», была частью планов по созданию «жизненного пространства на Востоке» для немцев и других германских народов в Восточной Европе, инициированных во время Второй мировой войны по «генеральному плану Ост». Миллионы немцев и других германских поселенцев должны были быть перемещены на завоёванные территории Восточной Европы, в то время как десятки миллионов славян предполагалось уничтожить, переселить или обратить в рабство.

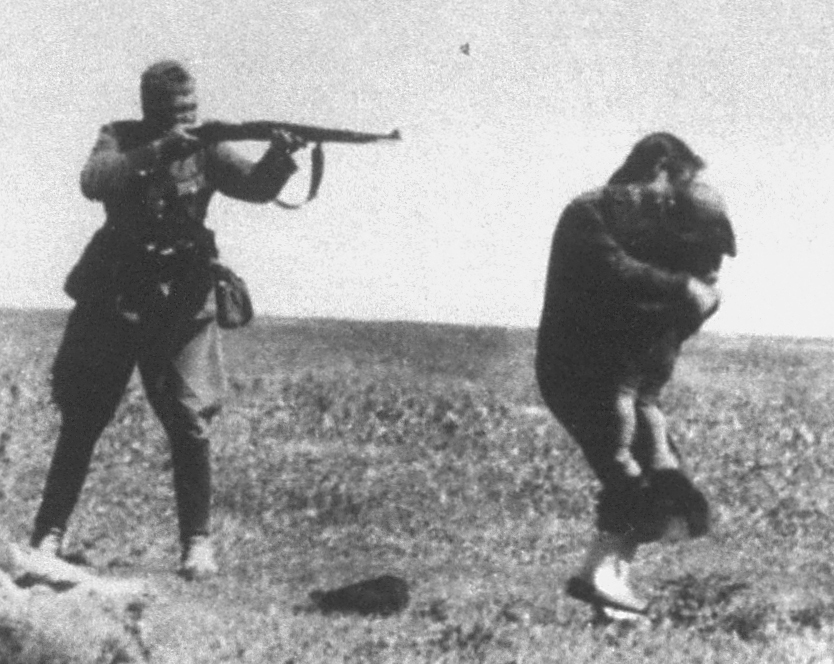
Член айнзацгруппы расстреливает еврейских женщину и ребёнка, близ Ивангорода, Украина, 1942 год. Фрагмент фотографии айнзацгруппы в Ивангороде

В нацистской Германии и на оккупированных ею территориях нацисты проводили политику расовой дискриминации и ксенофобии, основанной на концепции «расовой гигиены». Концепция «расовой гигиены» утверждала, что смешение рас якобы даёт нежелательные последствия, поэтому необходимо разделять людей на представителей высшей расы и низших элементов и необходимость соответствующего отбора. Первых следовало искусственно поддерживать, тогда как воспроизводство вторых требовалось предотвращать. Эта концепция также требовала проводить стерилизацию или уничтожение алкоголиков, эпилептиков, лиц с различными наследственными болезнями, слабоумных. Стремление к поддержанию «расовой гигиены» реализовывалось в государственных программах истребления различных категорий людей, в том числе в «Программе Т-4». В соответствии с принципами «расовой гигиены» главным объектом преследования стали евреи, которые были лишены прав гражданства, возможности работать на государственной службе, иметь частную практику и собственный бизнес, вступать в брак с немцами (немками) и получать образование в государственных учебных заведениях. Их собственность и предприятия регистрировались и подвергались конфискации. Постоянно совершались акты насилия, и официальная пропаганда разжигала либо подогревала среди этнических немцев чувства предубеждения и ненависти к евреям. Позже евреи были подвергнуты планомерному уничтожению. Аналогичные действия совершались по отношению к славянам, цыганам, душевнобольным, инвалидам, гомосексуалам и ряду других категорий людей, считавшихся «неполноценными».

## «Геноцид белой расы»

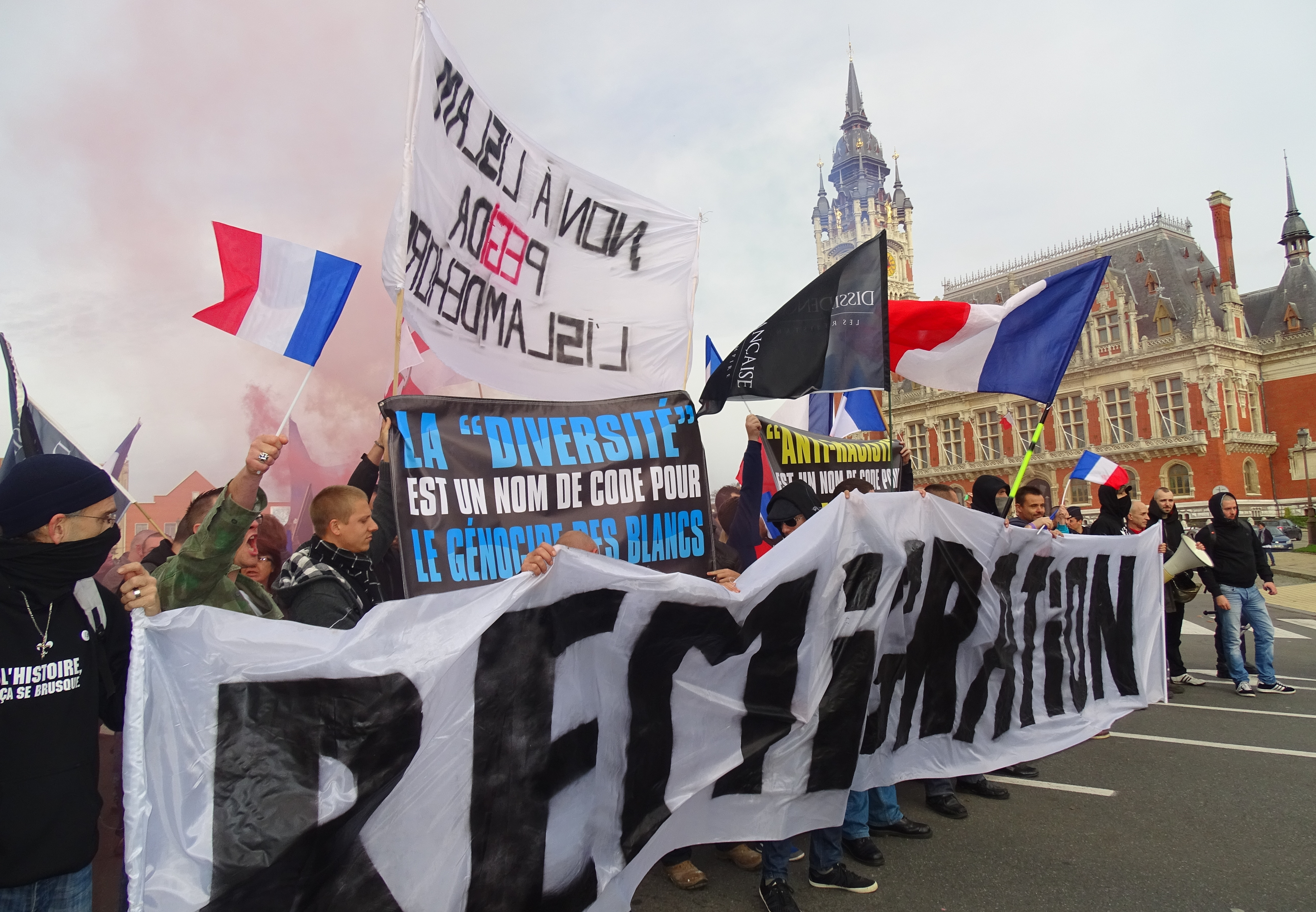
Антииммигрантски настроенные протестующие в Кале держат плакат на французском языке с надписью «Разнообразие — кодовое слово для обозначения геноцида белых» над транспарантом, призывающим к ремиграции, 8 ноября 2015

«Геноцид белой расы», «геноцид белых», «вымирание белых» или «замещение белых» представляет собой теорию заговора, разделяемую сторонниками превосходства «белой расы», согласно которой существует заговор с целью уничтожения белых. Утверждается, что в странах с белым большинством тайные силы поощряют смешение рас, массовую иммиграцию небелых, расовую интеграцию, низкий уровень рождаемости, аборты, государственную конфискацию земли у белых, организованное насилие и элиминации с целью вызвать вымирание белых посредством принудительной ассимиляции, массовой иммиграции или прямого геноцида. В организации «геноцида белых» сторонники теории заговора часто обвиняют евреев.
«Геноцид белых» представляет собой политический миф, основанный на псевдонаучных, включая псевдоисторические, взглядах и на этнической ненависти, вызванный психологической паникой, которую часто называют «страхом вымирания белых». По мнению учёных, белые не вымирают и не находятся под угрозой истребления.

## Критика

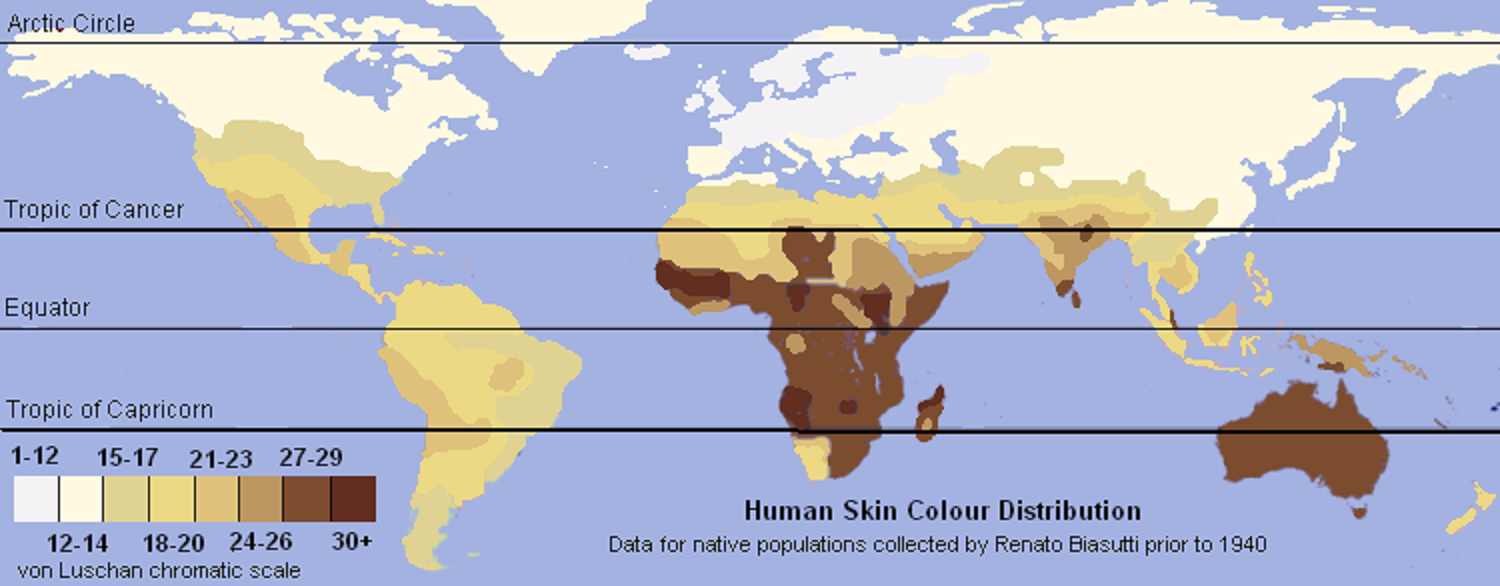
Карта цвета кожи коренного населения, демонстрирующая ошибочность принятой «цветовой» классификации рас

Расизм часто критикуется с культурологических позиций, например, Отто Клайнберг обосновывает низкие результаты негроидных меньшинств по интеллектуальным тестам их социальным положением, условиями труда и быта.
Игорь Кон критикует расизм с психологической позиции, говоря о том, что расисты переносят свою ненависть на разного рода меньшинства:

воображаемые различия возводятся в главное качество и превращаются во враждебную психологическую установку по отношению к какой-то этнической группе, установку, которая разобщает народы и психологически, а затем и теоретически, обосновывает политику дискриминации. Это и есть этническое предубеждение.
В заключительном заявлении научного коллоквиума ЮНЕСКО в Афинах 1981 года расизм характеризуется как сложное социальное явление и опровергается с опорой на научные данные.
По комплексу статистических измерений черепа существует значительный разрыв между Homo sapiens и близким к нему родственным видом, неандертальцами. Это разрыв значительно превосходит разрыв между расами Homo sapiens. Последние всегда демонстрируют «пересечение» признаков. Так, европеоиды по признаку надбровных дуг находятся на втором месте после австралоидов и папуасов, одни из самых «архаичных». Для австралоидов характерен широкий нос, большие челюсти, большое надбровье, что может рассматриваться как «архаичные» черты. Однако пропорции конечностей у них дальше от «архаики», чем у европеоидов. Последние обладают более близкими к неандертальцам расширенными пропорциями кистей. Европеоиды имеют также ряд других «архаичных» признаков — мощная грудная клетка, относительно массивное надбровье. Негроиды характерны широким носом, выступающими челюстями, но при этом слабым надбровным рельефом и рядом других «неархаичных» признаков. Не существует «примитивных» и «прогрессивных» рас, но любые расы имеют как условно «примитивные», так и условно «прогрессивные» признаки.
Африканское происхождение человека отрицается некоторыми представителями массовой аудитории, в первую очередь сторонниками ряда националистических и расистских взглядов. Популярной является идея, что человек не станет расселяться с юга на север, поскольку на севере более тяжёлые природно-климатические условия. Подобные утверждения используются для обоснования псевдонаучных идей о миграциях в направлении, обратном (с севера на юг) установленному наукой. Это считается доказательством существования древних северных цивилизаций типа Гипербореи, зарождения «белой расы» на севере и последующих миграций её на юг — в эзотерике и ряде других течений. Согласно научным данным, ранние миграции человека были направлены преимущественно с юга на север. Вопреки популярным представлениям, эти миграции не были единомоментным массовым переселением на большое расстояние. Расселение людей по планете происходило в течение тысячелетий небольшими группами с перемещением на относительно небольшое расстояние в период жизни одного поколения. Причинами переселения, в том числе на север, были миграции вслед за дичью и конкуренция с соседями, поскольку на юге население больше и борьба за ресурсы более острая.
Полигенизм, часто выступающий обоснованием расизма, не имеет научных подтверждений и противоречит в настоящее время наиболее признанной в науке теории африканского происхождения человека. Все современные люди принадлежат к одному виду — Homo sapiens. Между любыми расами не существует репродуктивных барьеров, которые могли бы свидетельствовать о принадлежности рас или их предков к разным биологическим видам. Любые человеческие расы могут давать при смешении друг с другом плодовитое потомство. Утверждение некоторых авторов (например, С. В. Савельева) об отсутствии плодовитого потомства у представителей разных рас (в том числе якобы «отдалённых» друг от друга) противоречит как научным исследованиям (метисы в течение многих десятилетий и подробно изучались антропологами различных стран), так и массе наблюдаемых фактов. Так, в ЮАР существуют целая группа народностей, обозначаемая собирательным словом «цветные». Группа образовалась в результате смешения европейских поселенцев, койсанов (бушменов и готтентотов), а также банту и индийцев. Численность южноафриканских «цветных» составляет более 4,5 млн человек. Советский антрополог Я. Я. Рогинский (1953) отмечал, что в начале XX века на каждую семью «цветных» приходилось в среднем восемь детей. По данным генетических исследований (2009), «цветные» Южной Африки являются наиболее генетически разнородной группой. В ряде южноамериканских стран смешанное население составляет большую часть (например, в Чили до 65 %). Генетик С. А. Боринская отметила, что для того, чтобы расы стали генетически несовместимыми, им нужно находиться в изоляции друг от друга, не обмениваясь генами, несколько миллионов лет. Вид Homo sapiens существует около 200 тысяч лет. При этом современные расы разделяет не больше 50—70 тысяч лет эволюции.
Популярны различные националистические и расистские варианты автохтонизма и гипотез внеафриканского происхождения человека, согласно которым древние находки человека и следы его жизнедеятельности рассматриваются как обоснование древности и значимости какого-либо проживающего на этой территории современного народа. Эти идеи используются для обоснования исторического права народа на данную территорию. Согласно данным палеоантропологии, генетики и лингвистики, население на какой-либо территории с эпохи палеолита сменилось многократно в результате миграций. По причине наличия в прошлом иного расового состава невозможно определить расовую принадлежность людей верхнего палеолита. Этническая принадлежность не определяется без наличия письменных источников. Кроме того, этносы возникают уже в историческое время. Древность народа или его названия не имеет прямой связи с древностью генофонда популяции. Homo sapiens появляются на территории нынешней России сравнительно рано, не менее 45—47 тысяч лет назад. Например, в местонахождении Усть-Ишим в Омской области была найдена бедренная кость кроманьонца, получившего название Усть-ишимский человек; возраст находки — 45 тысяч лет, это древнейший несомненный Homo sapiens в Евразии. Анализ ДНК показал, что этот человек был ближе к евразийским группам, чем к африканцам. Но «генетическое расстояние» между ним и любыми современными внеафриканскими популяциями и расами (европеоидами, монголоидами или австралоидами и др.) примерно одинаковое. Он мог быть предком любой из этих популяций или принадлежать к группе, которая позже исчезла, не оставив потомков. Усть-ишимский человек не может служить доказательством автохтонности какого-либо современного народа. От любого современного народа (сформировавшегося сравнительно недавно) его отделяет неоднократная миграционная смена местного населения в течение тысячелетий.

### Критика понятия человеческой расы
В биологическом значении в рамках к настоящему времени устаревшей и научно опровергнутой типологической концепции расы человека рассматривались как дискретные общности с выделением «чистых» расовых типов; в рамках более поздней популяционной концепции расы определяются как группы популяций, между которыми имеются плавные переходы, а «чистые» расовые типы не существуют, и расовый тип не может определяться у конкретного индивидуума. Расы рассматриваются как открытые популяционные системы, которые находятся в состоянии постоянного изменения. В рамках популяционного подхода и само понятие «раса» может отвергаться. В результате генетических исследований в современной антропологии часто делается вывод об отсутствии рас как определённых физическими признаками внутривидовых подразделений и существовании только клинальной изменчивости. Естественнонаучное содержание понятия «раса» связывается с устаревшим типологическим подходом, а внимание концентрируется на изучении биологической вариативности и её причин.
Первоначально биологи классифицировали расы как подвиды человека, но современные антропологи отвергают концепцию расы как полезного инструмента для изучения человечества и рассматривают человечество как сложный, взаимосвязанный генетический континуум.
К 1980-х годам большинство учёных, работающих в рамках критической расовой теории, отвергли идею существования биологически различных рас и рассматривали «расу» в качестве культурно сконструированного понятия, созданного посредством расистских практик.
В результате генетических исследований конца XX — начала XXI веков многие генетики пришли к выводу о невозможности точного выделения рас, так как различия и сходство рас по внешним признакам не всегда совпадают с генетическими различиями и сходством. В связи с этим и другими соображениями многие учёные считают термин «раса» в отношении человека не имеющим генетической основы. Раса часто не рассматривается как биологическая категория. В современной западной науке расы рассматриваются как социальные конструкты и идентичности, которые присваиваются людям в зависимости от правил, принятых в обществе. Будучи частично основанными на физическом сходстве людей внутри групп, расы тем не менее не несут физического или биологического смысла.
В 2019 году Американская ассоциация биологических антропологов заявила: «Понятие расы не даёт верного представления о биологических вариациях человека. Она никогда не была верной в прошлом и остаётся неверной применительно к современным человеческим популяциям… Вера в расы, как в естественные аспекты биологии человека, и структуры неравенства (расизма), возникающие из таких убеждений, являются одними из самых разрушительных элементов человеческого опыта как сегодня, так и в прошлом». В 2023 году Национальные академии наук, инженерии и медицины США отказались от выделения рас при генетических исследованиях.

## Борьба с расизмом и расовой дискриминацией
Генеральная Ассамблея ООН в 25 сессии (1970) приняла резолюцию, провозглашающую «твёрдую решимость добиться полной ликвидации расовой дискриминации и расизма, против которых восстают совесть и чувство справедливости всего человечества».
Московская группа экспертов-специалистов от ЮНЕСКО осудила все виды расизма в 1964 году.
В 1966 году Генеральная Ассамблея установила Международный день борьбы за ликвидацию расовой дискриминации.
2001 год Генеральная Ассамблея объявила «Международным годом мобилизации усилий для борьбы против расизма, расовой дискриминации, ксенофобии и связанной с ними нетерпимости».
В 2001 году Генеральная Ассамблея провела слушания комитета по ликвидации расовой дискриминации, где было отмечено, что действия по борьбе против расизма и расовой дискриминации ведутся уже в течение третьего десятилетия.
В Международной конвенции о ликвидации всех форм расовой дискриминации расовая дискриминация определяется следующим образом:

любое различие, исключение, ограничение или предпочтение, основанное на признаках расы, цвета кожи, родового, национального или этнического происхождения, имеющие целью или следствием уничтожение или умаление признания, использования или осуществления на равных началах прав человека и основных свобод в политической, экономической, социальной, культурной или любых других областях общественной жизни.

### Положительная дискриминация
Положительной дискриминацией (англ. affirmative action) называется создание преимуществ для ранее дискриминировавшихся расовых, половых или религиозных меньшинств с целью выравнивания их положения: например, практикуемые в США меры по увеличению числа представителей африканской расы в государственных учреждениях, частных компаниях. Такая практика, получившая институционализированную поддержку во второй половине XX века, не считается проявлением расизма с точки зрения правительства и не преследуется.
Критики политики «положительной дискриминации» требуют её отмены, так как, по их мнению, это явление полностью подпадает под определение расизма согласно Международной конвенции о ликвидации всех форм расовой дискриминации.